# Une tombe au creux des nuages
Une tombe au creux des nuages est un essai, la dernière œuvre écrite en 2010 de l'écrivain Jorge Semprún, qui s'est vu couronné comme Le Meilleur essai de l'année par la rédaction du magazine LIRE.

## Sommaire
1. L'arbre de Goethe
2. De la perplexité à la lucidité
3. Mal et modernité : le travail de l'histoire
4. La gauche en Europe après les utopies
5. La diversité culturelle et l'Europe
6. Une tombe au creux des nuages
7. Ni héros ni victimes
8. L'avenir de l'Allemagne
9. L'expérience du totalitarisme
10. Inventer Israël

## Présentation et Contenu
Jorge Semprun tente dans cet ouvrage une approche historico-sociologique de l'évolution de l'Europe au XXe siècle. Son histoire s'est construite sur des rencontres et des luttes d'influence et de pouvoirs, des luttes fratricides. 
Même si nous manquons encore de recul, ce XXe siècle paraît bouillonnant de haines et de guerre, de guerres mondiales en communisme, de la réunification allemande et à la construction européenne, Jorge Semprun nous offre un nouveau témoignage lucide d'un intellectuel européen sur les grands épisodes de cette époque. De ce siècle berceau des totalitarismes", Jorge Semprun veut lui opposer l'idée d'émancipation. Si le devoir de mémoire est hors du champ de l'histoire, même pour crimes de guerre et pour cause de Goulag, le devoir de l'intellectuel est de proposer une vision claire et réactionnelle de l'avenir.